# Wołodymyr Doroszenko (architekt)
Wołodymyr Karpowicz Doroszenko (ur. 25 marca 1922 w Werbiwce, Rejon kirowohradzki, zm. 18 marca 2019) – ukraiński architekt.
W 1948 ukończył studia na Wydziale Architektury Politechniki Lwowskiej, a następnie pracował w lwowskich przedsiębiorstwach związanych z projektowaniem i budownictwem m.in. "Teploenergoproekt", "Dipromist", "Prombudproekt".

## Dorobek architektoniczny
- Zabudowa przemysłowa i magazynowa na Sygniówce, obecnie tereny przy ulicy Gródeckiej, współautorzy Ł. Omelczenko, B. Danyleyko, W. Izotow;
- Pomnik Nikołaja Kuzniecowa we Lwowie, współautorzy Wasił Własow, Jewhen Rukawysznikow i Walentin Podolskij /1962/;
- Rekonstrukcja Baszty Prochowej we Lwowie na potrzeby Związku Architektów Ukrainy, współautorzy Andrej Dijatian, Mykoła Judkin /1957-1963/;
- Wnętrza kawiarni "Pod Lwem" i "Stary Lwów" /1968/;
- Zakłady poligraficzne wydawnictwa "Wolna Ukraina" przy ulicy Włodzimierza Wielkiego, współautorzy B. Gapa, W. Carynik,  A. Tukało /1973/;
- Ośmiopiętrowy blok mieszkalny u zbiegu ulicy Stryjskiej 78 i Andrieja Sacharowa;
- Hotel "Jubileusz" przy ulicy Wiaczesława Czornowoła 59;
- Kompleks laboratoryjno-inżynieryjny "Lwiwenergo" /1982/;
- Centrum inżynierskie zarządzania rurociągiem Przyjaźń przy ulicy Wiaczesława Czornowoła /1984/.